# Agia Marina (Creta)
Agia Marina (em grego: Αγία Μαρίνα; romaniz.: Ayía Marína) é uma localidade na costa noroeste da ilha de Creta, Grécia, pertencente à unidade municipal de Nea Kidonia, ao município de Chania e à unidade regional de Chania. A comuna de que é sede tem 5,32 km² e em 2001 tinha 1 448 habitantes (densidade: 278,5 hab./km²).
O nome deve-se a uma igreja dedicada a Santa Margarida (em grego: Agia Marina) existente na localidade. Situa-se à beira do mar de Creta, em frente aos ilhéus de Ágioi Theódoroi (ou Thodorou), a meio caminho entre Cato Stalós, cujo centro fica fica 3 km a oeste do centro de Agia Marina, e Plataniás, 3 km a oeste. Praticamente não há descontinuidade na mancha urbana entre Cato Stalós e a parte ocidental de Plataniás e para oeste, até Chania, situada a 10 km de Agia Marina, acontece quase o mesmo. Outras localidades próximas a oeste são Maleme, a 8 km, e Colimbári, a 15 km.[a]
Agia Marina tem uma extensa praia de areia e é uma estância turística importante, onde há numerosos hotéis, orientados sobretudo para pacotes de férias de agência e bastante descaracterizada. Contudo, a parte mais alta da vila, chamada Pano Agia Marina, ainda conserva alguma traços de genuína aldeia cretense típica.
O maior ilhéu Theódoroi, em frente a Agia Marina, está classificado como parque nacional e está sujeita a um regime de proteção rigoroso, que proíbe qualquer tipo de visitas turísticas e inclusivamente a aproximação das suas costas, embora por vezes sejam organizados alguns passeios marítimos nas imediações mediante autorizações especiais. No ilhéu vive a maior colónia de kri-kris, uma espécie ameaçada de cabra-selvagem que só existe em Creta.